# جامعة ناصر الأممية
جامعة ناصر الأممية هي جامعة ليبية تأسست في العام 2001، وتتبع وزارة التعليم العالي.
تم إنشاء الجامعة لاستيعاب عدد من الطلاب العرب والافارقة، تضم الجامعة الآن طلابا من حوالي 24 دولة عربية وأفريقية واروبية كما انها تعتبر بالإضافة إلى كلية الدعوة الإسلامية العالمية من المؤسسات التعليمية المتخصصة بقبول الطلاب غير الليبين فيها مع المحافظة على نسبة معينة من الطلاب الليبيين.
تمنح جامعة الزيتونة الشهادات العلمية التالية :-
- الإجازة الجامعية (الليسانس).

في التخصصات ( اللغات - الدراسات الإسلامية - العلوم الاجتماعية - القانون )
- الإجازة الجامعية (البكالوريوس).

في التخصصات (العلوم باقسامها- التقنية الحيوية - العلوم البيئية - المحاسبة والاقتصاد - العلوم الهندسية بأقسامها)